# Melodie MC
Melodie MC, artistnamn för rapparen Kent Löfgren, född 26 juli 1970 i Sundsvall.
Uppvuxen i Sundsvall blev han en del av det lokala dansmusik-skivbolaget Sidelake Productions. Under 1993 nådde han stora framgångar med singlar som "Feel Your Body Movin', Take me away och Dum Da Dum som kom ut på albumet Northland Wonderland samma år. Albumets producent kallade sig för Statikk (vars riktiga namn är Erik Svensson och han går idag under namnet Eric S). Musikstilen var den då mycket populära eurodance. Om Melodie MC:s musiksstil har sagts att hans särskiljande drag var framför allt att han rappade i något högre tempot än andra rappare inom genren på den tiden. Året efter en uppföljare till Northland Wonderland kom ut under namnet The Return.
Under 1997 återkom Löfgren till musikbranschen med albumet The Ultimate Experience med flera låtar inspelade med discosångaren Jocelyn Brown.
Idag arbetar han på deltid som universitetsadjunkt vid Mittuniversitetets avdelning för Media och kommunikationsvetenskap, där han undervisar om PR-relaterade ämnen som integrerad kommunikation och varumärkeskommunikation. Han äger och driver även PR- och reklambyrån Meteor PR, där hans roll är PR-konsult.

## Diskografi

### Album
- Northland Wonderland (1993)
- The Return (1995)
- The Ultimate Experience (1997)

### Singlar
- Feel Your Body Moving (1992)
- Take Me Away (1992)
- I Wanna Dance (1993)
- Dum Da Dum (1993)
- Free (1994)
- We're Down With the Dragons (1994)
- Give It Up (For the Melodie) (1994)
- Anyone Out There (1995)
- Climb Any Mountain (1995)
- Bomba Deng (1995)
- Living in the Jungle (1996)
- Real Man (1997)
- Embrace the Power (1997)
- Fake / Give Me Back Your Love (1997)
- Move On (1998)